# Districtul Ban Kha
Ban Kha (în thailandeză บ้านคา) este un district (Amphoe) din provincia Ratchaburi, Thailanda, cu o populație de 22.818 locuitori și o suprafață de 1.026,9 km².

## Componență
Districtul este subdivizat în 3 subdistricte (tambon), care sunt subdivizate în 35 de sate (muban).
| Nr. | Nume           | În thailandeză | Sate | Locuitori |  |
| --- | -------------- | -------------- | ---- | --------- |  |
| 1.  | Ban Kha        | บ้านคา          | 13   | 8,240     |  |
| 2.  | Ban Bueng      | บ้านบึง          | 13   | 8,591     |  |
| 3.  | Nong Phan Chan | หนองพันจันทร์     | 11   | 5,987     |  |